# 야기라 유야
야기라 유야(일본어: 柳楽 優弥, 1990년 3월 26일 ~)는 일본의 배우이다.

## 출연

### 영화
- 아무도 모른다 (2004년, 시네콰논) - 주연·후쿠시마 아키라 역
- 별이 된 소년 (2005년, 토호) - 주연·오가와 테츠무 역
- 슈가 앤 스파이스 - 풍미절가 (2006년, 토호) - 주연·야마시타 시로 역
- 지니어스 파티 (2007년, 닛카츠) - 주연·쇼(목소리) 역
- 붕대 클럽 (2007년, 토에이) - 주연·디노 역
- 전율미궁 3D (2009년, 아스믹 에이스) - 주연·카와시마 켄 역
- 모든 것은 바다가 된다 (2010년, 도쿄 테아트르) - 주연·오타카 미쓰하루 역
- 폭심 나가사키의 하늘 (2013년, 팔 기획) - 히로세 유이치 역
- 용서받지 못한 자 (2013년, 워너 브라더스 영화) - 사와다 고로 역
- 어게인 (2013년, SDP) - 주연·노구치 류타로 역
- 크로우즈 익스플로드 (2014년, 도호) - 고라 도루 역
- 사채꾼 우시지마 극장판 파트2 (2014년, 도호 영상 사업부/SDP) - 에비누마 역
- 마지막 생명 (2014년, 티 조이) - 주연·케이토 역
- 합장 (2015년, 쇼치쿠 미디어 사업부) - 주연·아키츠 키와무 역
- 핑크와 그레이 (2016년, 아스믹 에이스)
- 변태 가면 2: 잉여들의 역습 (2016년, 도에이) - 마코토 다다시 역
- 디스트럭션 베이비즈 (2016년, 도쿄 테아트르) - 주연·아시하라 타이라 역
- 닌쿄 야로 (2016년, KATSU-do) - 미타무라 도시키 역
- 그랩 더 선 (2016년, UNDERDOG FILMS) - 우정 출연
- 은혼 (2017년, 워너 브라더스 영화) - 히지카타 토시로 역
  - 은혼 2: 규칙은 깨라고 있는 것 (2018년)
- 히비키-HIBIKI- (2018년, 도호) - 다나카 고헤이 역
- 떨어지는 동백 (2018년, 도호)
- 듀얼리티 (2018년, 단편 영화) - 남자 역
- 여명 (2019년, 매직아워) - 주연·신이치 역
- 도라에몽 노비타의 월면탐사기 (2019년, 토호) - 고다토(목소리) 역
- 페이블 (2019년, 쇼치쿠) - 코지마 역
- 울지마 붉은 악마 (2019년, KADOKAWA) - 사이토 토모유키 역
- 호쿠사이 (2020년)
- 유토리입니다만 무슨 문제 있습니까 인터내셔널 (2023년, 도호) - 미치가미 마리부 역

### 드라마
- 구니미쓰의 정치 (2003년 7월 ~ 9월, 간사이 TV) - 사카가미 신사쿠 역
- 전지가 끊어질 때까지 (2004년 4월 ~ 6월, TV 아사히) - 다카노 다이치 역
- TOKYO23~서바이벌 시티 (2010년 9월 ~ 10월, WOWOW) - 주연·아라이 노보루 역
- LADY~최후의 범죄 프로파일링~ 제4 ~ 5화 (2011년 1월 28일 ~ 2월 4일, TBS) - 타츠미 사토시 역
- 갈릴레오 XX : 우츠미 카오루 마지막 사건 - 우롱하다 (2013년 6월 22일, 후지 TV) - 토마 켄토 역
- 아오이 호노오 (2014년 7월 ~ 9월, TV 도쿄) - 주연·호노오 모유루 역
- 노부나가 콘체르토 제1화 (2014년 10월 13일, 후지 TV) - 오다 노부유키 역
- 새하얗다 (2015년 1월 ~ 3월, TBS) - 나카노 코타로 역
- 연속 TV 소설 마레 (2015년 5월 ~ 9월, NHK) - 이케하타 다이스케 역
- 유토리입니다만 무슨 문제 있습니까 (2016년 4월 ~ 6월, 닛폰 TV) - 미치가미 마리부 역
  - 유토리입니다만 무슨 문제 있습니까 준마이긴조 순정편 (2017년 7월 2일·7월 9일, 닛폰 TV)
- 용사 요시히코와 인도하는 7인 제8화 (2016년 11월 25일, TV 도쿄) - 원숭이 역
- 어머니, 딸을 그만둬도 좋습니까? (2017년 1월 ~ 3월, NHK) - 마츠시마 타이치 역
- 대하드라마 여자 성주 나오토라 (2017년 4월 ~ 12월, NHK) - 류운마루 역
- 프랑켄슈타인의 사랑 (2017년 4월 ~ 6월, 닛폰 TV) - 이나니와 세이야 역
- 오늘부터 우리는!! 제3화 (2018년 10월 28일, 닛폰 TV) - 호노오 모유루 역
- 어머니, 돌아갈게~AI의 유언~ (2019년 1월 5일, NHK) - 주연·나오토 역

### Web 드라마
- 블리자드 (2011년 7월 1일 ~ 전 12화, BeeTV) - 주연·사키야 마코토 역
- 은혼 -미츠바편- (2017년 7월 15일 ~ 전 3화, dTV) - 히지카타 토시로 역
  - 은혼2 -기묘한 은혼짱- (2018년 8월 18일 ~ 전 3화, dTV)
- 야마기시입니다만 무슨 문제 있습니까 (2017년 7월 2일 ~ 전 4화, Hulu) - 미치가미 마리부 역

### 무대
- 해변의 카프카 (2012년 5월 3일 ~ 6월 24일, 도쿄/오사카) - 주연·타무라 카프카 역
- 금각사 (2014년 4월 5일 ~ 19일, 아카사카 ACT 시어터) - 주연·미조구치 역
- NINAGAWA·맥베스 (2015년 9월 7일 ~ 10월 3일, Bunkamura 시어터 코쿤) - 맬컴 역
- CITY (2019년 5월 18일 ~ 6월 2일, 사이타마/효고/토요하시) - 주연

### CM
- HONDA 기업 (2003년 4월 ~ 2004년 3월)
- 내버려둘 수 없는 세계의 가난함 화이트 밴드 프로젝트 (2005년)
- 프록터 앤드 갬블 재팬 맥스 팩터 (2006년)
- DAIHATSU 미라 / 미라 커스텀 (2006년 12월 ~ 2008년 5월) - 무라타 준페이 역
- 카오 케이프 에어 어레인지 (2007년 9월 ~ 2010년 3월)
- Supercell / 클래시 오브 클랜 (2015년)
- 미즈호 은행 / Pepper the Movie 〈404〉 (2016년)
- 스퀘어 에닉스 / 드래곤 퀘스트 몬스터즈 슈퍼라이트 (2016년) - 마검사 피사로 역
- 기린
  - 기린 음료 〈FIRE 미당〉 (2016년)
  - 기린 음료 〈iMUSE〉 (2017년 12월 ~)
  - 기린 맥주 〈효케츠 RED&GREEN〉 (2019년 2월 ~)
- JRA 〈HOT HOLIDAYS!〉 (2017년 ~)
- 묘조 식품 〈잇페이짱 야시장 야키소바〉 (2017년 4월 ~)
- 토요타 자동차 〈VOXY〉 (2017년 7월 ~)
- 레벨 파이브
  - 〈스낵월드 트레저러스〉 (2017년 7월 ~)
  - 〈스낵월드 트레저러스 골드〉 (2018년 4월 ~)
- WOWOW (2017년 10월 ~)
- LINE 〈LINE 바이트〉 (2018년 3월 ~)
- 맨담 〈GATSBY〉 (2018년 9월 ~)

### PV
- KinKi Kids 〈Topaz Love〉 (2018년)

## 수상
- 제57회 칸 국제 영화제 남우상 (《아무도 모른다》)
- 제78회 키네마 준보 베스트 10 신인 남우상 (《아무도 모른다》)
- 제59회 마이니치 영화 콩쿠르 스포니치 그랑프리 신인상 (《아무도 모른다》)
- 제14회 도쿄 스포츠 영화대상 신인상 (《아무도 모른다》)
- 제26회 요코하마 영화제 최우수 신인상 (《아무도 모른다》)
- 제19회 타카사키 영화제 최우수 신인 남우상 (《아무도 모른다》)
- 제4회 컨피던스 어워드 드라마상 조연 남우상 (《유토리입니다만 무슨 문제 있습니까》)
- 제89회 더 텔레비전 드라마 아카데미상 조연 남우상 (《유토리입니다만 무슨 문제 있습니까》)
- 제8회 TAMA 영화상 특별상 (《디스트럭션 베이비즈》)
- 제38회 요코하마 영화제 주연 남우상 (《디스트럭션 베이비즈》)
- 제90회 키네마 준보 베스트 10 주연 남우상 (《디스트럭션 베이비즈》)